# Regionalmuseum Maribor

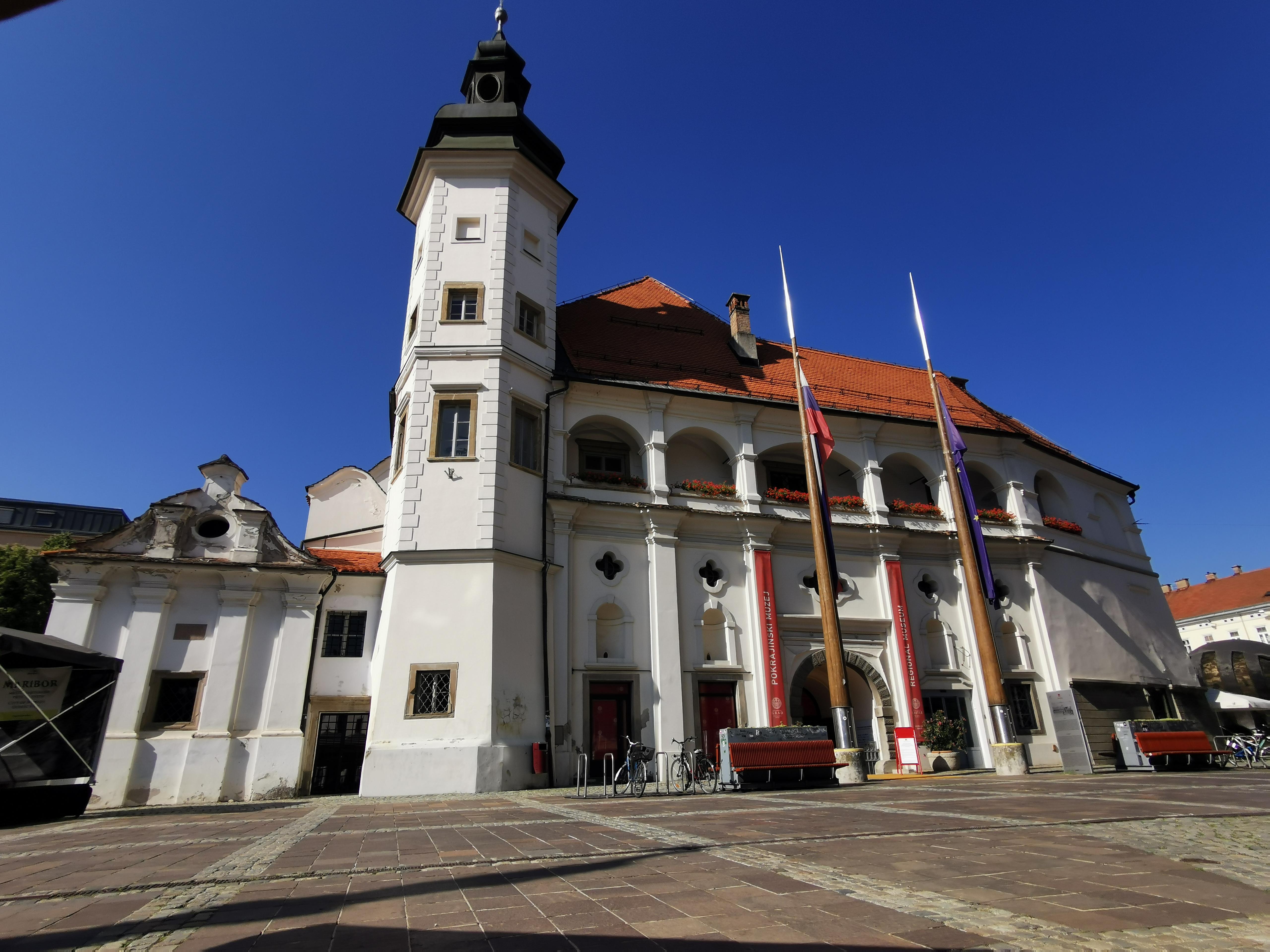
Marburger Schloss, Sitz des Regionalmuseums Maribor

Das Regionalmuseum Maribor (slowenisch: Pokrajinski muzej Maribor) ist ein Museum in der slowenischen Stadtgemeinde Maribor, das das kulturelle Erbe der Unterkrain im Bereich der weiteren Region Maribor verwahrt, erforscht und präsentiert. Seit 1938 ist die Burg Maribor Hauptsitz des Museums. Das Museum ist auf zwei Standorte verteilt: Mariborski grad (Marburger Burg) am Burgplatz (Grajski trg) und das Museum der ältesten Rebe der Welt im Stadtteil Lent am Drauufer.

## Geschichte
Die Ursprünge des Mariborer Regionalmuseums lassen sich bis ins späte 19. und frühe 20. Jahrhundert zurückverfolgen, als in Maribor drei separate Museumssammlungen existierten: das Diözesanmuseum (gegründet 1896); die Sammlung der Museumsgesellschaft (gegründet 1902); und die Sammlung des Historischen Vereins für die Slowenische Steiermark (gegründet 1903). Diese drei Institutionen schlossen sich 1920 und 1924 zum Regionalmuseum Maribor zusammen.
Bis 1938 beherbergte das Museum seine Sammlungen in den Räumlichkeiten des ehemaligen Gefängnisses in der heutigen Cankarjeva ulica. 1938 wurde das Museum auf die Mariborer Burg verlegt und im selben Jahr wurde eine sogenannte „Bürgerabteilung des Mariborer Regionalmuseums“ eingerichtet. 1943 folgte die Einrichtung eigener archäologischer und ethnologischer Sammlungen und 1947 die Hinzufügung mehrerer weiterer Spezialsammlungen. 1954 wurde ein Teil der Kunstsammlung des Museums in die Kunstgalerie Maribor überführt, und 1958 wurde die Sammlung der Nationalen Befreiung in das neue Museum der Nationalen Befreiung Maribor überführt. 1957 kam eine Apothekensammlung hinzu und 1965 wurde eine Kostümsammlung – die einzige ihrer Art in Slowenien – eingerichtet.

## Sammlungen in der Marburger Burg
Der Hauptstandort des Museums in der Marburger Burg beherbergt 20 Sammlungen mit über 52.000 Exponaten, darunter: archäologische Funde aus den Gegenden von Podravje Pomurje; ein ethnologische Sammlung der Kultur des Alpenraums (Pohorje, Kozjak, Slowenisch-Kärnten) und des pannonischen Raums (Slovenske gorice, Dravsko polje, Pomurje); Sammlungen historischer Kleidung, Uniformen und liturgischer Gewänder sowie zur Stadtgeschichte. Die Lapidarium-Sammlung nimmt den größten Teil des Innenhofs ein.
Die umfangreichste Waffensammlung Sloweniens umfasst Waffen und Ausrüstung vom Spätmittelalter bis zur Mitte des 20. Jahrhunderts. Weitere Exponate betreffen historische Apotheken, Münzen des 13. bis 20. Jahrhunderts; eine kunsthistorische Sammlung von Gemälden, Skulpturen und Grafiken aus verschiedenen Teilen der slowenischen Steiermark vom 14. bis 20. Jahrhundert; eine Kunsthandwerkssammlung mit einheimischer und importierter Keramik, Zinnprodukten, Lampen, Messingutensilien und Goldschmiedearbeiten aus dem 18. bis 19. Jahrhundert, eine Sammlung von Glaswaren aus der Pohorje-Glashütte; eine Möbelsammlung der aristokratischen und bürgerlichen Möbel der Spätgotik, Renaissance, des Barock, des Klassizismus, des Biedermeier und des Jugendstils, eine Sammlung historischer Uhren und Musikinstrumente.

## Museum des ältesten Weinstocks der Welt
Am Ufer der Drau in der Vojašniška ulica steht der angeblich älteste Weinstock der Welt (Stara Trta). Dort präsentiert das Museum des ältesten Weinstocks (Muzej najstarejše trte na svetu), Dependance des Regionalmuseums, die Geschichte des Weinbaus in der Untersteiermark.

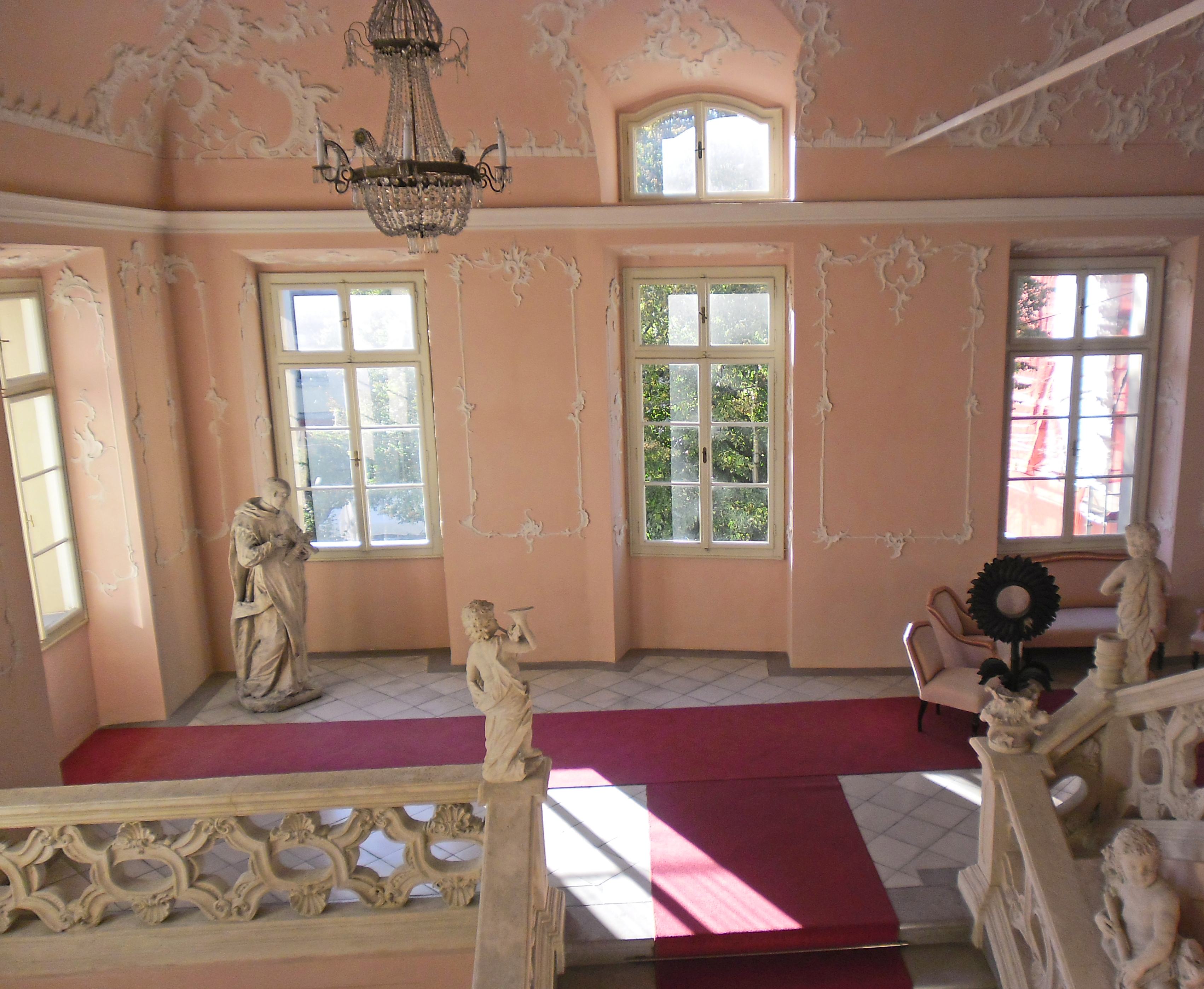
Schloss Maribor, Innenansicht
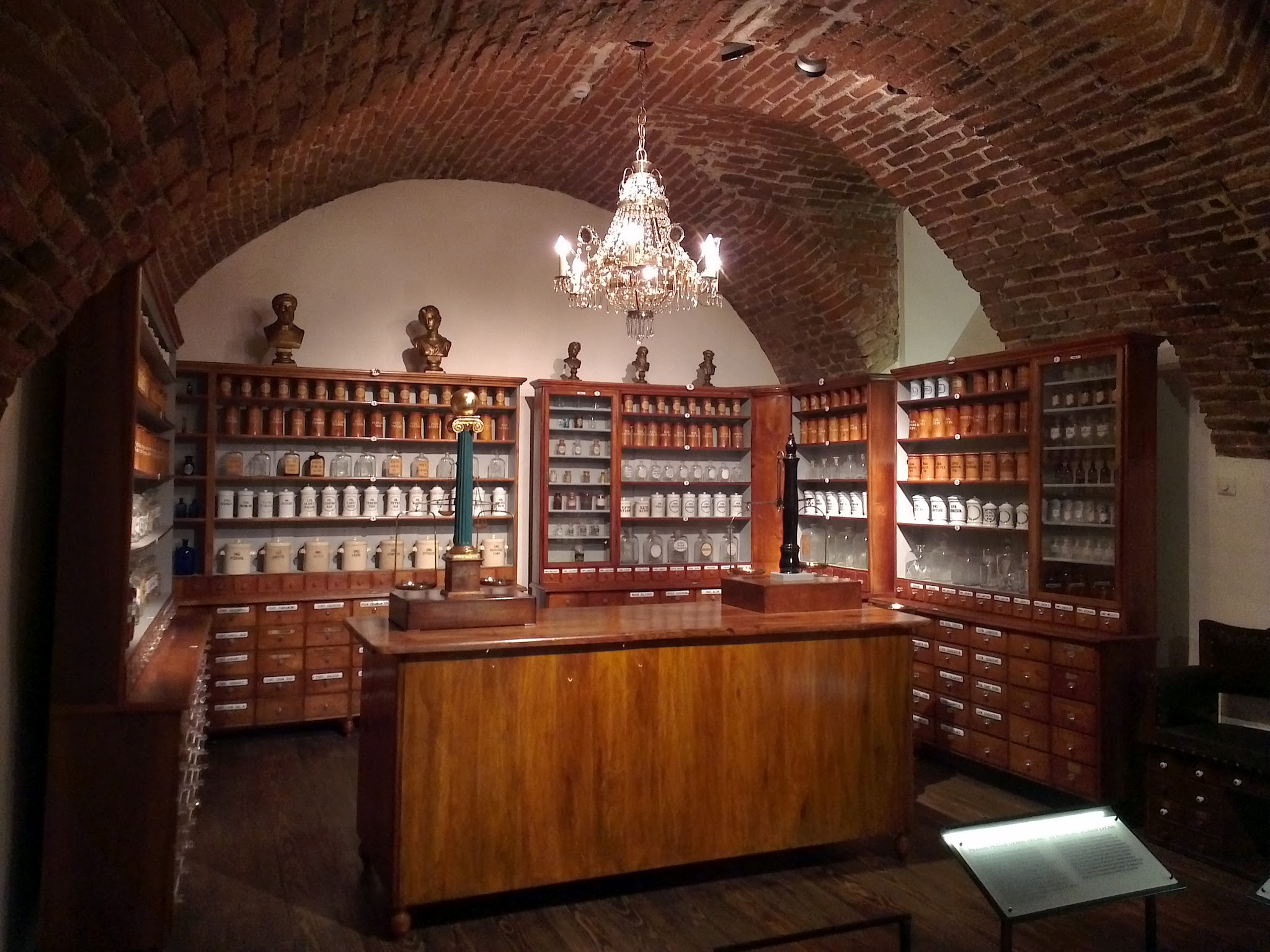
Apothekenausstellung
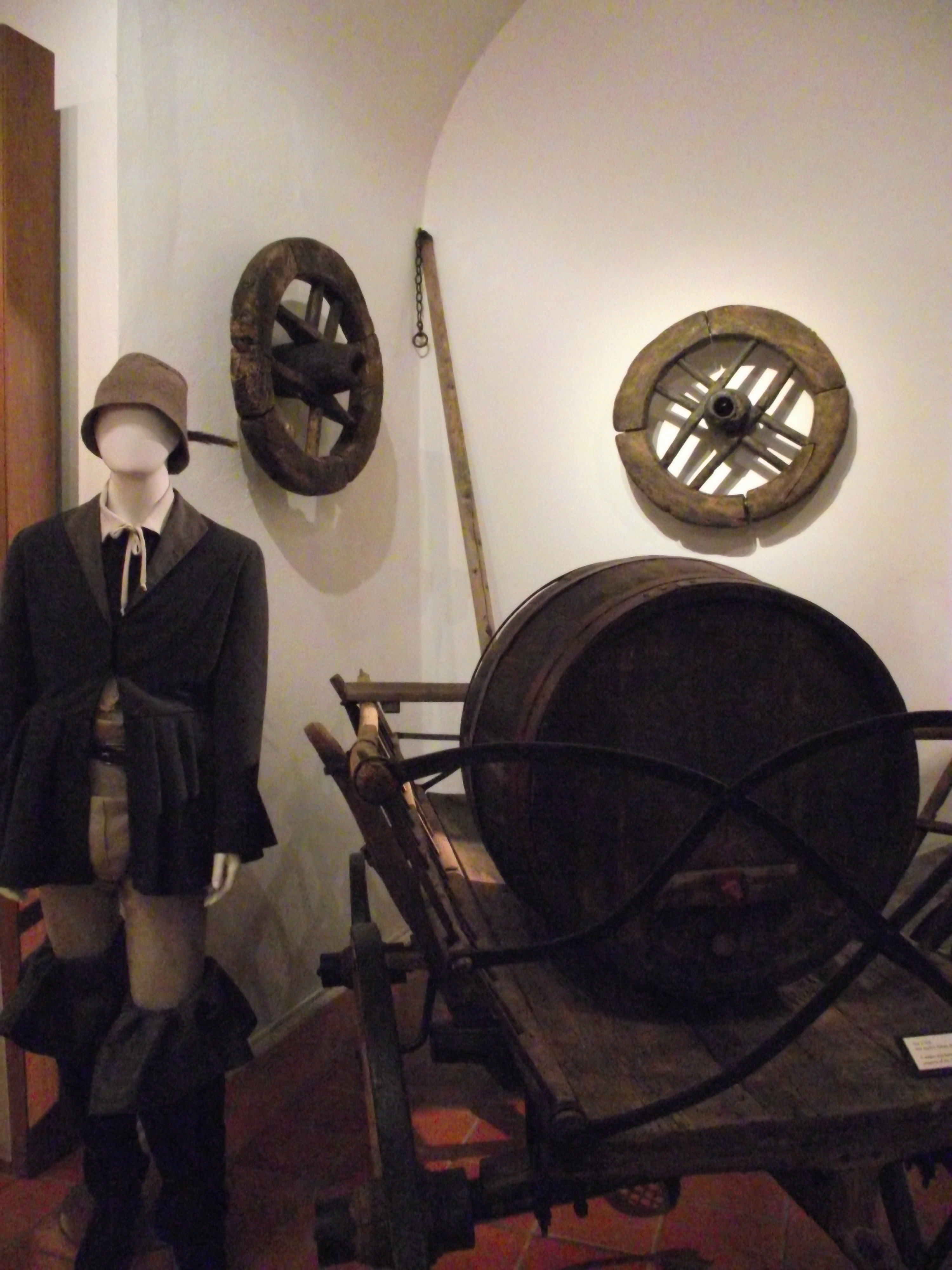
Weinbau